# پیرگیاه سیاه
پیرگیاه سیاه (نام علمی: Senecio nigrescens) نام یک گونه از سرده پیرگیاه است.